# أكبولاك
أكبولاك (بالروسية: Акбулак) هي مدينة في مقاطعة أورنبرغ أوبلاست في روسيا.
وتقع في وادي إيليك (أحد روافد الاورال). محطة سكة حديد في إلينسك - أكتوبي، 127 كلم إلى الجنوب الشرقي من أورنبرغ.